# Sphaeridia pumilis
Sphaeridia pumilis är en urinsektsart som först beskrevs av Krausbauer 1898.  Sphaeridia pumilis ingår i släktet Sphaeridia, och familjen Sminthurididae. Arten är reproducerande i Sverige.